# میرزا اسماعیل‌خان وکیل
میرزا اسماعیل خان اسفندیاری مشهور به وکیل و امیر احتشام از سیاستمداران ایرانی بود، که در دوره پنجم به‌عنوان نماینده بم در مجلس شورای ملی حضور داشت.
او فرزند فتحعلی خان اسفندیاری وکیل‌الممالک و نوه مرتضی‌قلی خان وکیل‌الملک (حاکم کرمان) بود. در ۲۷ جمادی‌الاول ۱۳۰۴ قمری در تهران زاده شد. در مدرسه سیاسی تحصیل کرد و در سال ۱۳۲۸ قمری به عنوان منشی اول اداره تحریرات روس وارد وزارت امور خارجه شد. سپس به ترتیب کارگزار کرمان، کارگزار کرمانشاه، معاون حاکم کرمان و سرانجام رئیس شعبه اجرائی محاکمات وزارت خارجه شد. در دوره پنجم به نمایندگی از بم به مجلس شورای ملی راه یافت.
او ابتدا امیراحتشام لقب داشت و پس از پدرش ملقب به وکیل‌الممالک شد. وی دارای نشان درجه اول طلای علمی و نشان درجه سوم شیر و خورشید بود.
وکیل‌الممالک پس از چند ماه بیماری در اواخر شوال ۱۳۴۴ قمری در سن چهل سالگی درگذشت. جنازه او را در امامزاده عبدالله به امانت گذاشتند تا پس از حمل به نجف در مقبره جدش محمداسماعیل خان وکیل‌الملک واقع در وادی‌السلام به خاک سپرده شود.